# Тащук Іван Степанович
Іва́н Степа́нович Тащу́к (26 червня 1941, Стрілецький Кут, УРСР — 23 серпня 2000, Мамаївці, Україна) — самодіяльний художник, що працював у різних образотворчих жанрах. Заслужений майстер народної творчості УРСР (1985).

## Життєпис
Іван Тащук народився у селі Стрілецький Кут, що на Буковині. Рано втратив батька, тож у повоєнні роки мешкав у татового брата в Шипинцях. З семи років захоплювався ліпленням, а у третьому класі почав малювати олівцем. Першими вчителями хлопця були шкільні викладачі малювання — Степан Венгринюк та Олександр Коваленко. Після закінчення семи класів працював лаборантом у середній школі, а згодом — завідувачем клубу в селі Ревному.
Під час служби в армії протягом 1960—1964 років виконував обов'язки художника-оформлювача. Згодом займався оформленням інтер'єрів закладів харчування, працюючи у Кіцманській райспоживспілці. Наступним місцем роботи Тащука став сувенірний цех Чернівецької фабрики. Його ескізи-зразки різьби демонструвалися на торговельній виставці-ярмарку в Запоріжжі. З 1966 року художник мешкав у Мамаївцях Кіцманського району.
Іван Тащук працював у різних образотворчих жанрах. Серед його ранніх полотен найбільш відомими є «Човни», «Курячий дощ», «Село» та «Гірський пейзаж». З 1976 року брав участь в обласних художніх виставках. Першу персональну виставку Тащука було організовано 1980 року в Кіцмані, другу — 1985 року в Чернівцях. Остання справила на поціновувачів мистецтва неабияке враження. Серед 58 робіт, що експонувалися на виставці, особливо відзначалися полтна «Надвечір'я», «Злива», «Сонце сходить», «Кладка» та «Бурхливий Черемош». Окрім того, Іван Тащук ілюстрував твори Михайла Івасюка, Ольги Кобилянської, Зінаїди Тулуб, Лесі Українки та Юрія-Осипа Федьковича. Його роботи зберігаються у Чернівецькому краєзнавчому та Кіцманському історичному музеях, Мамаївській загальноосвітній школі та у приватних колекціях.
Помер 23 червня 2000 року у Мамаївцях, де й похований. 2004 року в селі було відкрито меморіальну дошку на честь художника.

## Відзнаки та нагороди
- Заслужений майстер народної творчості УРСР (1985)[1]